# Andy Souwer
Andy Souwer (ur. 9 listopada 1982 w Den Bosch) – holenderski shoot boxer i kick-boxer, trzykrotny mistrz świata w shoot boxingu i dwukrotny mistrz K-1 World MAX.

## Osiągnięcia

### Kick-boxing
- 2010: WFCA World Thaiboxing Super Welterweight Champion
- 2009: Wicemistrz K-1 World MAX
- 2007: Mistrz K-1 World MAX
- 2006: Wicemistrz K-1 World MAX
- 2005: Mistrz K-1 World MAX
- WMTA Super Welterweight World Champion
- WKA Super Welterweight World Champion
- ISKA Super Welterweight World Champion
- WPKA Super Welterweight World Champion
- FIMC Super Welterweight World Champion
- WSBA Super Welterweight World Champion

### Shoot boxing
Bilans walk: 27 (10 KO, 1 SUB)-2-0
- 2008: S-cup World Champion
- 2004: S-cup World Champion
- 2002: S-cup World Champion